# Artur Mas
Artur Mas i Gavarró, né le 31 janvier 1956 à Barcelone, est un homme politique espagnol, membre de Convergence démocratique de Catalogne (CDC).
Nommé conseiller aux Travaux publics de la Généralité de Catalogne par Jordi Pujol en 1995, il devient conseiller à l'Économie et aux Finances en 1997. En 2001, il est désigné conseiller en chef et secrétaire général de la CDC.
Au cours des élections de 2003, il succède à Pujol mais échoue à maintenir la fédération CiU au pouvoir. Il devient l'année suivante chef de l'opposition et président de CiU.
Il remporte quatre ans plus tard les élections régionales avec une forte majorité relative et est investi un mois plus tard président de la Généralité de Catalogne. En 2012, après trois mandats au secrétariat général de la CDC, il en prend la présidence à la suite de Jordi Pujol.
Il convoque peu après des élections anticipées, qu'il remporte avec une majorité relative affaiblie. Il s'associe alors avec l'ERC et annonce la tenue d'un référendum d'autodétermination en 2014. Bien que cette consultation soit déclarée illégale, elle se tient et voit une forte victoire du « oui » à  l'indépendance.
Dans cet objectif, il convoque des élections anticipées pour le 27 septembre 2015, met fin à la fédération CiU — l'UDC étant défavorable à la séparation de l'Espagne — et constitue la liste souverainiste Ensemble pour le oui avec l'ERC et d'autres formations indépendantistes.

## Éléments personnels

### Formation et carrière
Il a effectué sa scolarité au Lycée français de Barcelone. Après avoir étudié les sciences économiques et de l'entreprise à l'université de Barcelone, tout en suivant des cours à la faculté de droit, il commence à travailler au sein du département du commerce extérieur d'un groupe d'entreprises industrielles spécialisées dans la production de matériel de logistique et d'élévation.
Quelques années plus tard, il prend la direction d'une société d'investissements appartenant à un grand groupe industriel du secteur de la tannerie. En 1982, il entre dans le secteur public, comme consultant auprès du département du Commerce, de la Consommation et du Tourisme de la Généralité de Catalogne. Alors que cette collaboration ne devait durer que cinq mois, il a été recruté à titre permanent, avec pour mission de promouvoir la Catalogne à l'extérieur et les investissements étrangers dans la communauté autonome. Il a ensuite été nommé chef du services des foires, puis il a accédé au poste de directeur général de la Promotion commerciale.

### Vie privée
Il est issu d'une famille très liée au secteur industriel catalan, et est l'aîné de quatre enfants.
Il a rencontré sa femme, Helena Rakosnik, en 1979, lors du mariage d'un ami d'études, et l'a épousée trois ans plus tard. Ensemble, ils ont eu trois enfants : Patrícia, Albert et Artur.
Son arrière-arrière-grand-père Juan Mas Roig était un capitaine de navire et un marchand d'esclaves qui, en 1844, transféra 825 esclaves d'Afrique au Brésil.
D'autres membres de la famille se sont également enrichis en transportant des esclaves vers Cuba.

## Parcours politique

### Carrière militante
Adhérent de la Convergence démocratique de Catalogne (CDC), un parti libéral et nationaliste catalan, il en prend en 1996 la présidence dans la province de Barcelone. Il fait son entrée au secrétariat permanent deux ans plus tard. Le 12 novembre 2001, Artur Mas est élu secrétaire général de la CDC par 85 % des voix lors du 11e congrès du parti.
Lorsque la coalition politique Convergence et Union (CiU), formée de la CDC et des chrétiens-démocrates de l'Union démocratique de Catalogne (UDC), se transforme en fédération le 2 décembre 2001, il en devient le premier président.
Il est réélu secrétaire général de son parti en 2004, puis 2008. Le 25 mars 2012, ne pouvant postuler à un quatrième mandat, il devient président de la CDC et cède le secrétariat général à Oriol Pujol Ferrusola, porte-parole du groupe de CiU au Parlement régional.

### Débuts institutionnels
Il est élu au conseil municipal de Barcelone en 1987, sur la liste de la CDC. À la suite de sa première réélection, quatre ans plus tard, il est désigné porte-parole du groupe CiU, puis président à partir de 1993. Il quitte la vie municipale en 1995, après avoir été élu député de la province de Barcelone au Parlement de Catalogne.

### Conseiller de la Généralité
Quelques mois avant les régionales de 1995, le 15 juin, il est nommé conseiller à la Politique territoriale et aux Travaux publics sous la présidence de Jordi Pujol. Reconduit après le scrutin de 1995, il est choisi pour le poste de conseiller à l'Économie et aux Finances le 30 juillet 1997, l'occupant pendant quatre ans.

### Le dauphin de Pujol
Le 17 novembre 2001, Artur Mas devient conseiller en chef et conseiller à la Présidence de la Généralité de Catalogne. La recréation du poste de conseiller en chef (Conseller en Cap), disparu en 1954, le fait alors apparaître comme le dauphin de Jordi Pujol, président de la Généralité depuis 1980. Cette position est confirmée quand il est investi, le 20 janvier 2002, candidat de CiU à la présidence de la Généralité.
Aux élections du 16 novembre 2003, le centre droit arrive deuxième en nombre de voix mais premier en nombre de sièges, comme lors du scrutin de 1999, avec 30,94 % des suffrages, contre 31,16 % au Parti des socialistes de Catalogne (PSC) de Pasqual Maragall, mais 48 députés, contre 42 au PSC. Ce dernier parvient toutefois à constituer un Gouvernement de coalition avec la Gauche républicaine de Catalogne (ERC) et l'Initiative pour la Catalogne - Les Verts/Gauche unie et alternative (ICV-EUiA), ce qui lui permet d'exclure CiU du pouvoir, une première en vingt-trois ans.

### Chef de l'opposition

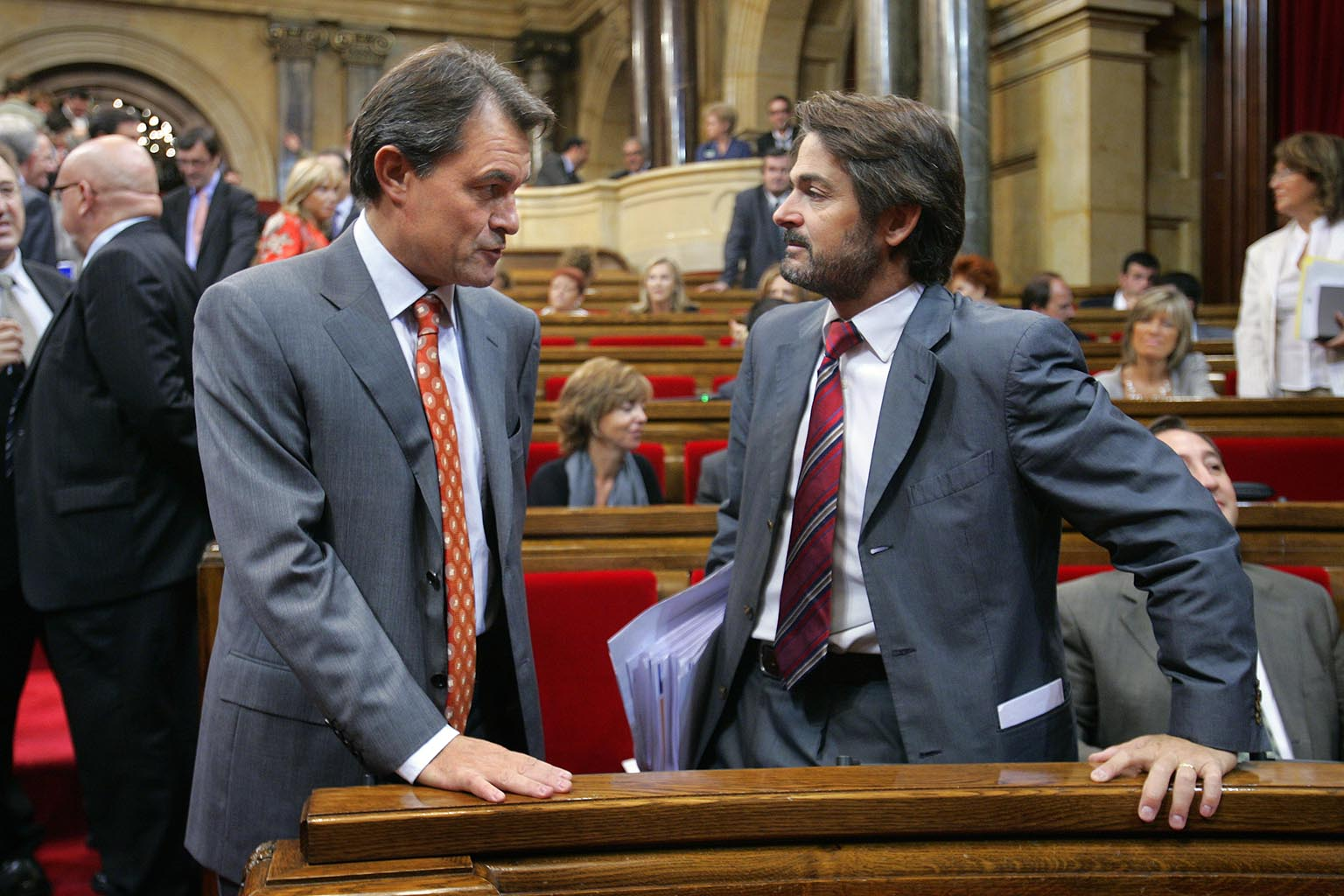
Artur Mas et Oriol Pujol, porte-parole du groupe CiU au Parlement de Catalogne, en 2009.

Artur Mas quitte le conseil exécutif le 22 décembre suivant et prend alors la présidence du groupe parlementaire de CiU. À la suite de l'adoption d'un décret, remplacé par une loi régionale en 2008, réalisant une promesse électorale de Maragall, il est le premier à accéder au statut officiel de chef de l'opposition en Catalogne (Cap de l'oposició a Catalunya) le 27 mai 2004. Deux ans plus tard, il conclut un accord avec José Luis Rodríguez Zapatero, président du gouvernement espagnol, afin d'assurer l'adoption du nouveau statut d'autonomie de la Catalogne, ce qui provoque la rupture de la coalition régionale alors au pouvoir et le déclenchement d'élections anticipées, qui sont convoquées le 1er novembre 2006.
CiU arrive cette fois en tête en obtenant 31,5 % des voix et 48 sièges sur 135, alors que le PSC, désormais conduit par son premier secrétaire, José Montilla, doit se contenter de 26,8 % des suffrages et 37 parlementaires. Cependant, la coalition gouvernementale sortante recueille dans son ensemble 50,3 % des voix et 70 députés, soit la majorité absolue, ce qui permet à Montilla d'accéder au pouvoir et cantonne le centre droit aux bancs de l'opposition.

### Les élections de 2010: le retour au pouvoir
À nouveau investi chef de file de la fédération CiU pour les élections régionales du 28 novembre 2010, les sondages semblent cette fois lui promettre la victoire avec environ 40 % d'intentions de vote et plus de 60 sièges, contre à peine 20 % et 30 sièges aux socialistes de Montilla. Le jour du scrutin, il obtient plus de 38 % des voix et 62 députés sur 135, soit 20 points et 44 élus de plus que les socialistes. Appelant à l'union et à la mobilisation de tous les Catalans, il promet alors d'agir avec humilité. Au moment du premier vote d'investiture, le 21 décembre, il se révèle incapable d'obtenir le soutien des autres formations politiques, recueillant 62 voix contre 73, ce qui l'oblige à attendre le 23 pour se voir élu par le Parlament à la tête du gouvernement de Catalogne. Le lendemain de son échec, il signe un accord avec le Parti des socialistes de Catalogne (PSC), qui prévoit l'abstention des 28 députés de ce dernier, et permet donc son investiture à la majorité relative.

### Président de la Généralité de Catalogne

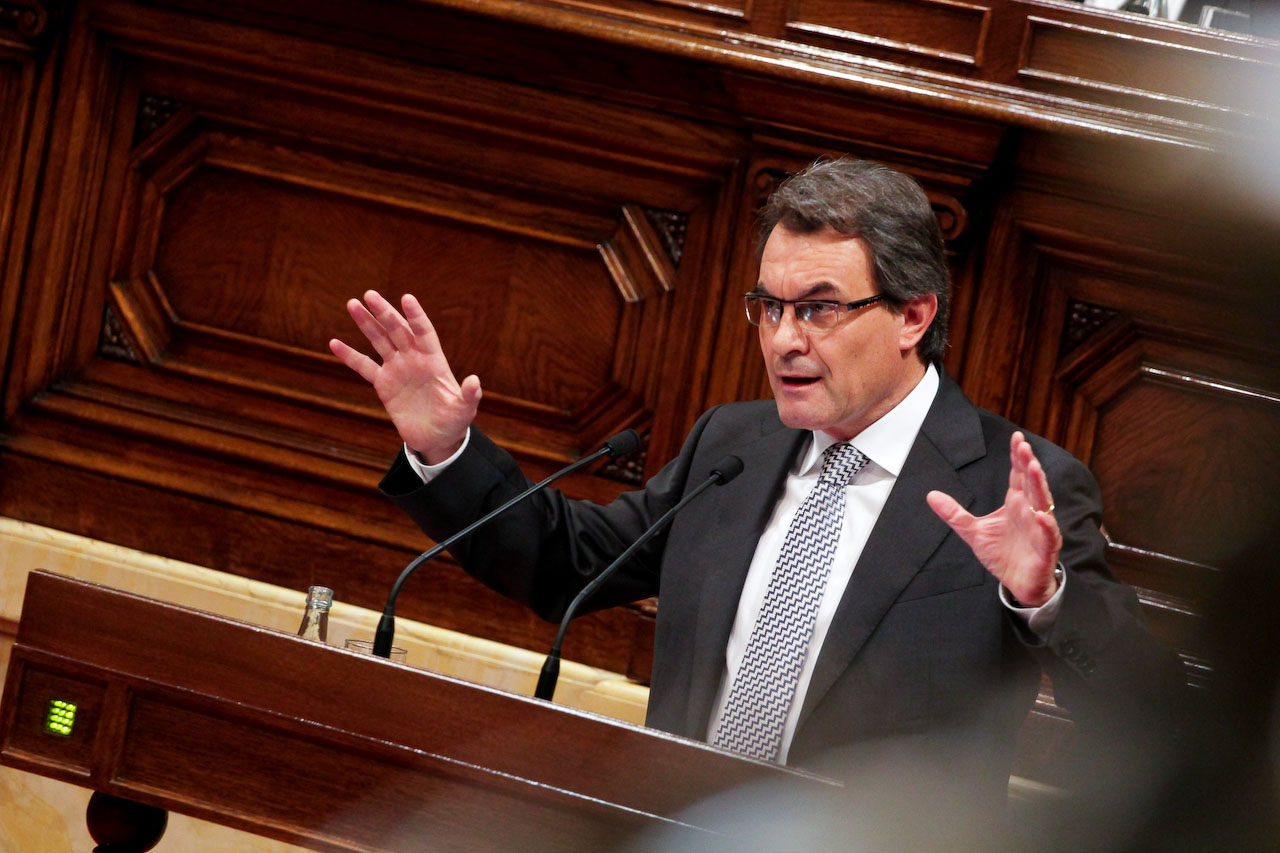
Artur Mas, lors d'un débat de politique générale au Parlement de Catalogne.

#### Premier mandat (2010-2012)
Le 23 décembre, Artur Mas est investi président de la Généralité de Catalogne par 62 voix favorables, 45 contre et 28 abstentions. Il entre en fonction quatre jours plus tard en incluant dans sa prestation de serment « la fidélité totale au peuple catalan » et appelant « à la patience sur le chemin qui mène à la plénitude nationale ». Le début de son mandat est marqué par une politique d'ouverture, puisqu'il propose au socialiste Ferran Mascarell le poste de conseiller à la Culture, une fonction qu'il avait déjà occupée au cours de l'année 2006, et que celui-ci accepte. Son gouvernement comprend en outre un certain nombre de personnalités issues de la société civile.

#### Second mandat (2012-2016)
En septembre 2012, il annonce des élections régionales, anticipées de deux ans, pour le 25 novembre. À la suite de ce scrutin, au cours duquel CiU ne remporte que 50 sièges sur 135, il passe un accord d'investiture avec la Gauche républicaine de Catalogne (ERC), désormais deuxième force politique de la Région, qui prévoit la tenue d'un référendum d'autodétermination en 2014.
Il obtient, le 21 décembre, lors du premier vote d'investiture, la confiance du Parlement, par 71 voix contre 63, tous les autres partis ayant voté contre lui. Il forme, six jours plus tard, son nouveau gouvernement, dans lequel Francesc Homs, bras droit de Mas, devient conseiller à la Présidence, tandis que Joana Ortega, vice-présidente sortante et conseillère à la Gouvernance, se voit chargée de la mise en œuvre du futur référendum.
En décembre 2013, il annonce l'organisation d'un référendum sur l'autonomie de la Catalogne, processus dont la légalité est contestée par le président du gouvernement Mariano Rajoy.

##### La victoire du «oui» et les élections de 2015
Le référendum d'indépendance est pourtant suspendu par le tribunal constitutionnel. Le scrutin se tient quand même, le 9 novembre 2014. Avec un taux de participation de 37 %, 80 % des inscrits votent en faveur de l'indépendance. En conséquence, Mas annonce la mise en place d'un plan qui prévoit la tenue d'élections dites « plébiscitaires », pour donner au Parlement une majorité indépendantiste.
Alors que des élections anticipées sont convoquées le 27 septembre 2015, il annonce le 17 juin la dissolution de la fédération CiU, vieille de 35 ans, du fait de l'opposition de l'Union démocratique de Catalogne (UDC) à l'indépendance. Cinq jours plus tard, il remanie son exécutif et démet les trois conseillers de l'UDC, remplacés par des membres de son propre parti, la CDC. Le quatrième vice-président du Congrès des députés Jordi Jané est ainsi nommé conseiller à l'Intérieur. Il participe le 20 juillet à la présentation de la candidature Ensemble pour le oui (JxSí), formée par la CDC, la Gauche républicaine de Catalogne (ERC) et d'autres forces favorables à l'indépendance. Lui-même occupe la quatrième place dans la province de Barcelone, la première position revenant à Raül Romeva et les deux suivantes aux leaders d'organisations de la société civile indépendantistes. Il est réélu député le jour de l'élection, JxSí totalisant 62 députés sur 135. Au regard de ces résultats, la reconduction d'Artur Mas pour un troisième mandat à la tète de la Généralité n'est absolument pas garantie en raison de l'opposition des députés de la CUP. Le 10 novembre, il obtient le seul soutien des 62 députés de la liste Ensemble pour le oui et n'est donc pas réélu. Un second vote intervient deux jours plus tard mais aboutit au même résultat. Le 30 novembre suivant, la CUP oppose une nouvelle fois son refus à l'investiture d'Artur Mas qu'elle juge trop conservateur et libéral. Le 10 janvier 2016, il annonce, lors d'une conférence de presse, le retrait de sa candidature en faveur de Carles Puigdemont, maire de Gérone qui est finalement investi, le dernier jour possible, faute de quoi de nouvelles élections devaient avoir lieu comme le prévoit le statut de la Catalogne. Deux jours plus tard, il transmet le pouvoir à son successeur et abandonne peu après son mandat de député au Parlement catalan, afin de se consacrer à la refondation de son parti.

### La refondation de la vieille CDC
Le 9 janvier 2018, il annonce son retrait de la présidence du PDeCAT et demande au parti d'investir un gouvernement « stable », capable de maintenir une législature « durable » et de mener des politiques dans « tous les domaines » au-delà de la seule question territoriale.

## Affaires judiciaires
- En février 2017, il est jugé avec deux ex-ministres régionaux, accusés d'avoir organisé une consultation sur l'indépendance catalane qualifié d'« illégale » par le gouvernement de Mariano Rajoy[25] et malgré l’interdiction prononcée, cinq jours plus tôt, par le Tribunal constitutionnel. Le 13 mars 2017, il est condamné à deux ans d’interdiction d’exercer toute fonction publique élective et à une amende de 36 500 euros[26].
- En février 2017, également, débute une enquête pour corruption et détournements de fonds, touchant le parti dirigé par Artur Mas, Convergencia, devenu le PDeCat[27].
- En mars 2017, se tient l'audience d'une autre affaire de corruption, concernant le même parti politique d'Artur Mas[28]. Le jugement intervient le 15 janvier 2018. Parmi les condamnés, l'ancien trésorier de Convergencia, Daniel Osacar, écope de 53 mois de prison.